# Варсселдер
Варсселдер (нід. Varsselder) — село в нідерландській провінції Гелдерланд. Входить до муніципалітету Ауде-Ейсселстрек. Фактично є західним передмістям Улфта.

## Галерея

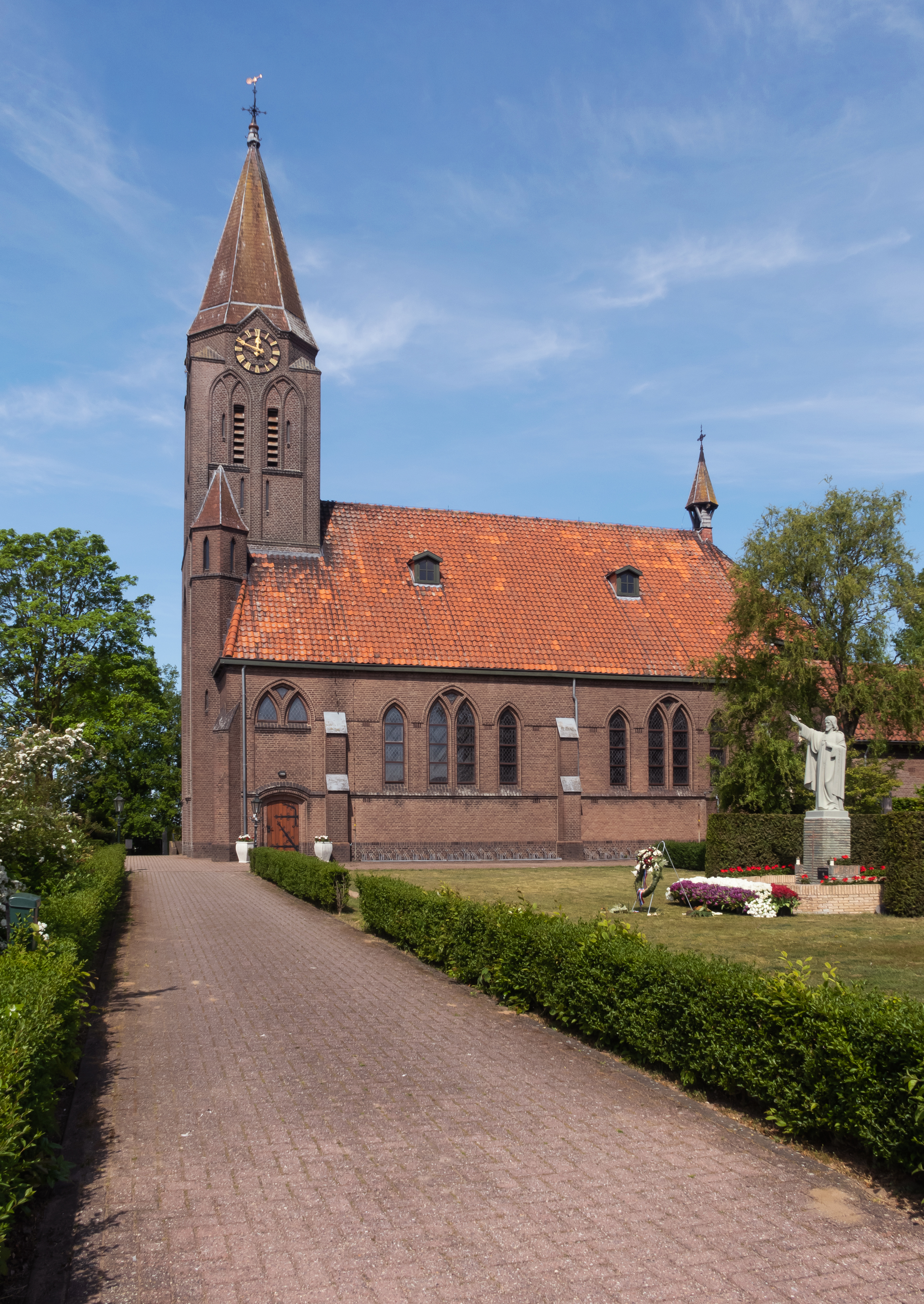
Церква
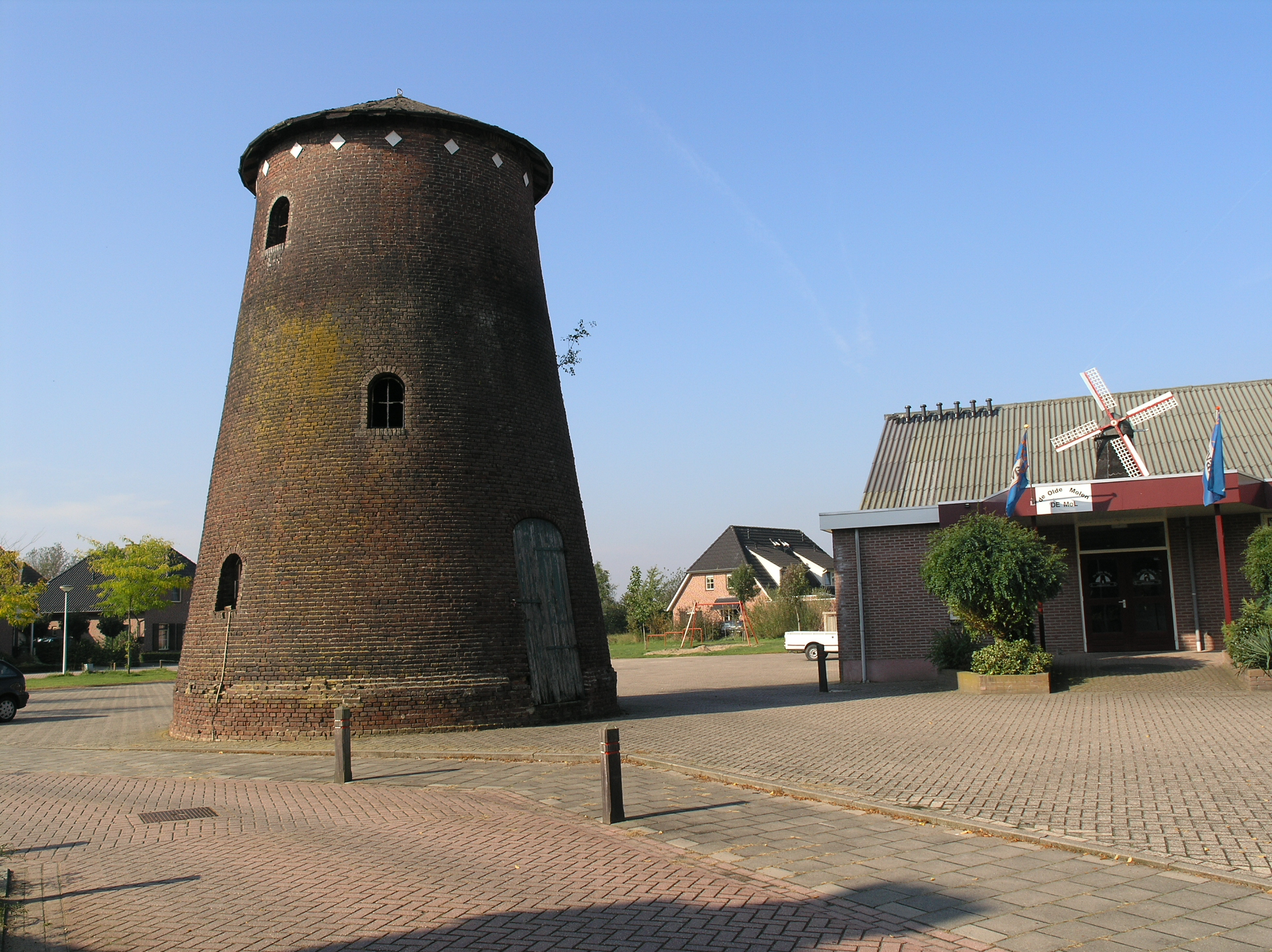
Колишній млин
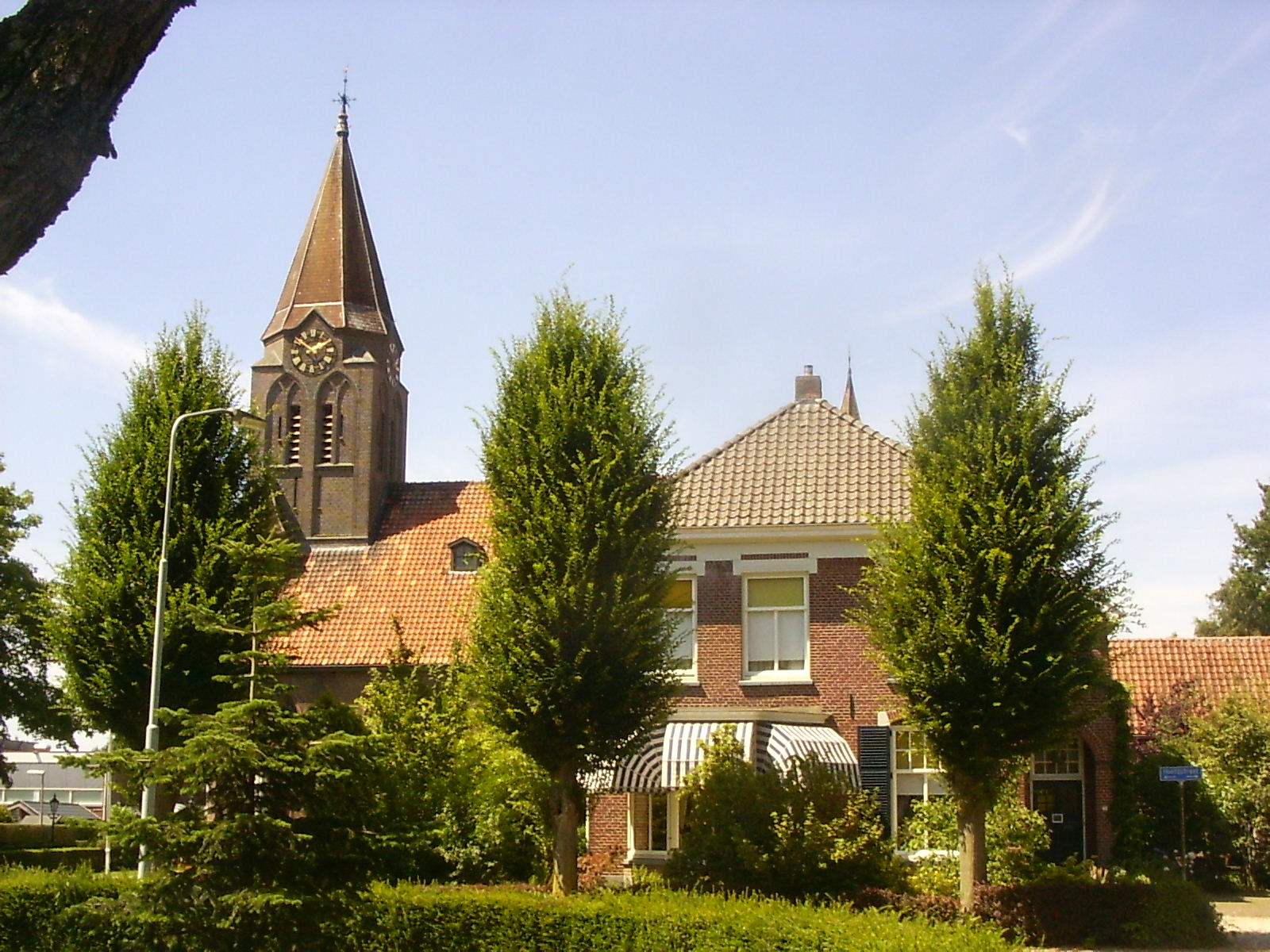
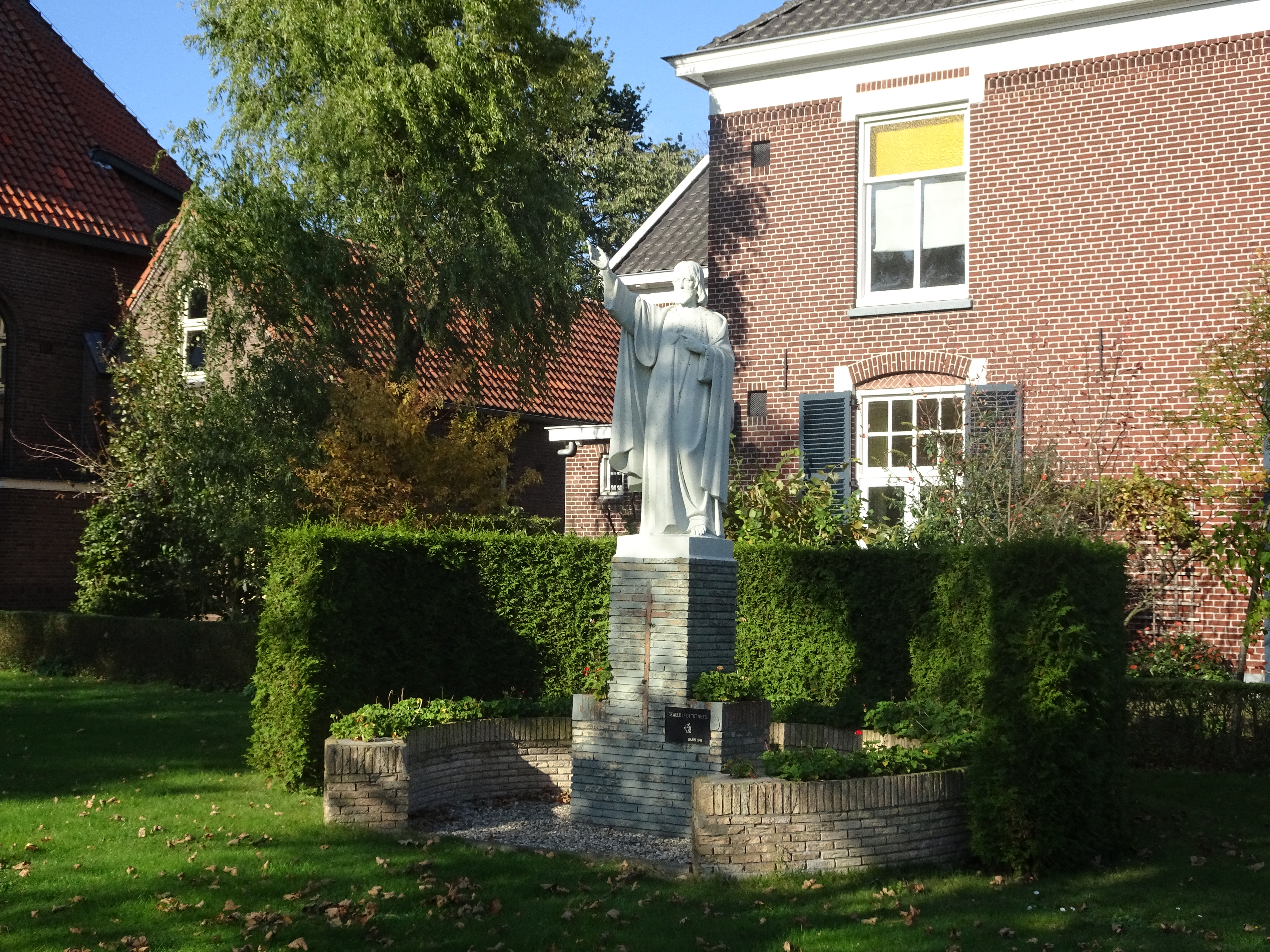
Статуя